# Kairos flaggstång
Kairos flaggstång är en 201,95 meter hög flaggstång som färdigställdes den 26 december 2021 i Egyptens nya huvudstad. Den är världens högsta fristående flaggstång och drygt 30 meter högre än Jiddas flaggstång, som tidigare var världens högsta.
Flaggstången konstruerades av de  väpnade styrkornas ingenjörtrupper. Den är av epoxibelagt stål och väger 1 000 ton. Masten är försedd med dämpning och ett elektriskt system för hissning och halning av flaggan.
Flaggstångens delar monterades ihop med hjälp av världens största kran. Flaggan är 60 meter lång och 40 meter bred.